# Lachnaea penicillata
Lachnaea penicillata är en tibastväxtart som beskrevs av Carl Daniel Friedrich Meisner. Lachnaea penicillata ingår i släktet Lachnaea och familjen tibastväxter. Inga underarter finns listade i Catalogue of Life.